# 히사이시
히사이시(일본어: 久居市, ひさいし)는 미에현에 있었던 시이다.
도시는 1970년 8월 1일에 성립되었다.
2006년 1월 1일, 아게 군의 모든 정촌(아노 정, 게이노 정, 가와게 정, 미사토 촌)과 이치시 군의 모든 정촌(하쿠산 정, 이치시 정, 가라스 정, 미스기 촌)과 함께 쓰시에 편입되어 더 이상 존재하지 않게 되었다.
옛 히사이 시에는 대규모 풍력 발전소가 입지해있다.